# Ruda Różaniecka
Ruda Różaniecka est une localité polonaise de la gmina de Narol, située dans le powiat de Lubaczów en voïvodie des Basses-Carpates.